# Sojuz TMA-2
Sojuz TMA-2 byla ruská kosmická loď řady Sojuz, která v roce 2003 letěla k Mezinárodní vesmírné stanici (ISS). Na palubě lodi ke stanici přiletěli členové základní posádky ISS – Expedice 7 – Jurij Malenčenko a Edward Lu. Sojuz TMA-2 zůstal od dubna 2003 připojen k ISS jako záchranný člun. V říjnu 2003 kosmická loď přistála v Kazachstánu s Malenčenkem, Luem a španělským astronautem Evropské kosmické agentury Pedrem Duquem.

## Posádka
Členové posádky ISS – Expedice 7:
- Jurij Malenčenko (3), velitel, CPK
- Edward Lu (3), palubní inženýr 1, NASA

Pouze přistání, 5. návštěvní expedice:
- Pedro Duque (2), palubní inženýr 2, ESA

V závorkách je uveden dosavadní počet letů do vesmíru včetně této mise.

### Záložní posádka
- Alexandr Kaleri, velitel[2]
- Michael Foale, palubní inženýr

## Popis mise

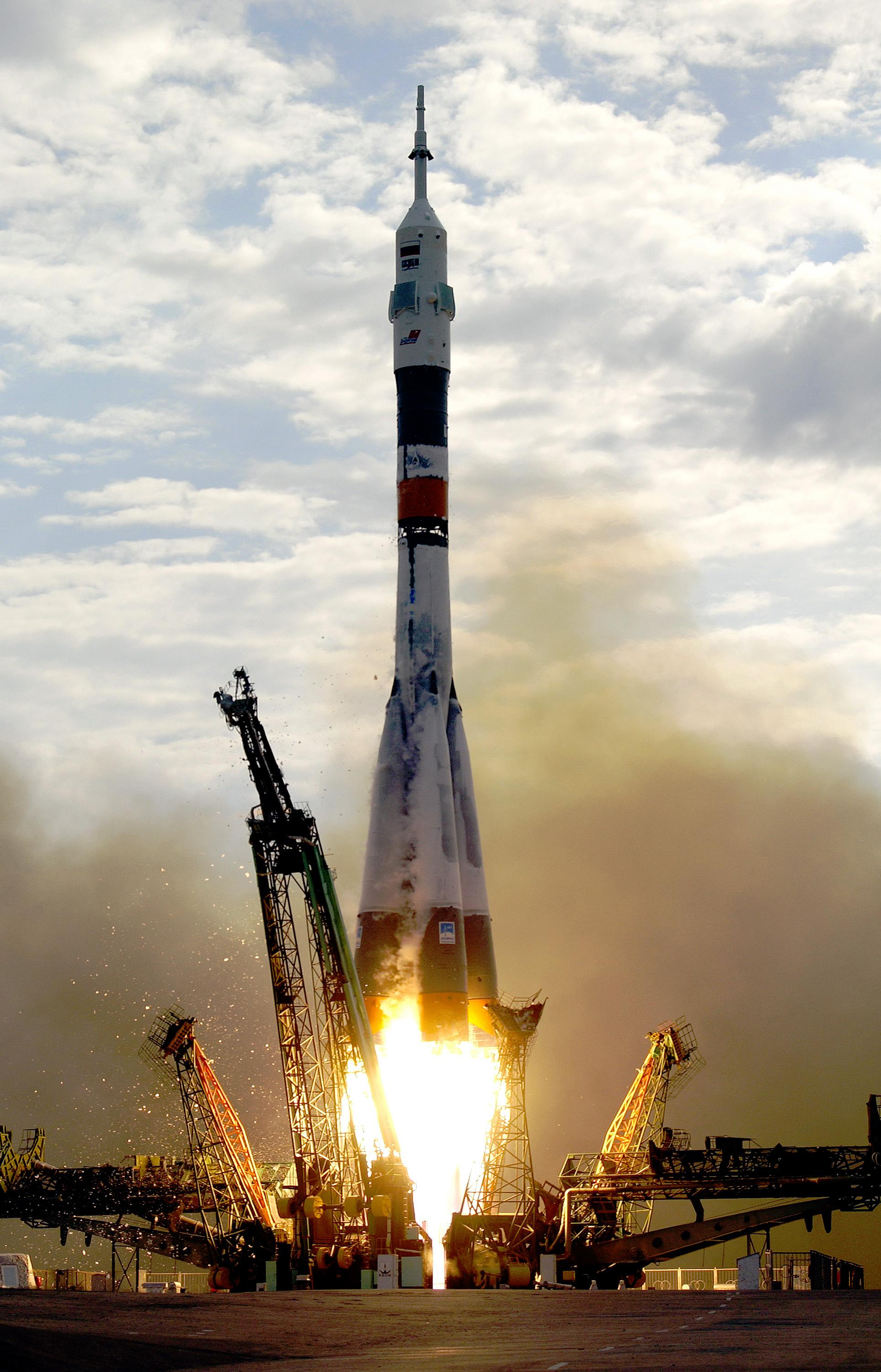
Start kosmické lodi Sojuz TMA-2

### Start, připojení k ISS
Start lodi proběhl 26. dubna 2003 v 03:53:52 UTC z kosmodromu Bajkonur v Kazachstánu a v 04:02:36 UTC se Sojuz úspěšně dostal na oběžnou dráhu. Po dvoudenním samostatném letu se přiblížil k Mezinárodní vesmírné stanici a 28. dubna 2003 v 05:56:20 UTC se připojil v automatickém režimu k portu modulu Zarja. Sojuz TMA-2 zůstal u ISS jako záchranná loď.

### Přistání
27. října 2003 se kosmická loď Sojuz TMA-2 připravovala na odpojení od orbitálního komplexu. V průběhu oživování systémů Sojuzu došlo pravděpodobně chybou posádky k zážehu motorků orientace DPO, což způsobilo vychýlení ISS o 25° od normálního stavu. Kromě zvýšené spotřeby pohonných látek neměla závada na odlet kosmické lodi vliv.
Posádka ve složení Malenčenko, Lu a španělský astronaut ESA z 5. návštěvní expedice Pedro Duque (který na stanici přiletěl v Sojuzu TMA-3) odpojila ve 23:20 UTC Sojuz od orbitálního komplexu. Po zahájení brzdicího manévru a odhození obytné a přístrojové sekce vstoupila loď 28. října 2003 v 02:16 UTC do atmosféry a bez problémů přistála v 02:40 UTC na území Kazachstánu 42 km jižně od města Arkalyk.